# Одиссея (телесериал, 1992)
«Одиссея» (англ. The Odyssey) — канадский детский фантастический телесериал о мальчике Джее Зиглере, с которым происходит несчастный случай, и он впадает в кому.

## Сюжет
С главным героем телесериала — Джеем Зиглером, по вине одного из мальчишек (в компанию которого Джей очень хотел попасть) происходит несчастный случай, и он впадает в кому.

Мать Джея пытается привести сына в сознание, и ей помогают хромая девочка Донна и мальчик Кейт (тот самый, который был косвенно виноват в падении Джея). Одновременно с этим сам Джей осознает, что попал в какой-то неведомый ему мир, где всем правят дети и нет ни единого взрослого. С помощью своих новых друзей Альфы (реинкарнация Донны) и Флеша (реинкарнация Кейта) он ищет путь в свой мир (реальный мир) на протяжении первых двух сезонов сериала, в конце которого Джей приходит в себя.

В третьем сезоне Джей продолжает пребывать в двух мирах (реальном и вымышленном) и пытается приспособиться к жизни после комы.

## В ролях
- Илья Волошин — Джей Зиглер
- Тони Сэмпсон — Флеш
- Эшли Астон Мур — Альфа
- Джанет Ходжкинсон — мама Джея
- Андреа Немет — Медея
- Райан Рейнольдс — Макро

## Серии

### 1 сезон (1992—1993)
1 (1-1) : Падение (The Fall)

2 (1-2) : Без справедливости (No Fair)

3 (1-3) : В лесу (Out of the Woods)

4 (1-4) : По книге (By the Book)

5 (1-5) : Контрольно-пропускной пункт Игл (Checkpoint Eagle)

6 (1-6) : Верующие (The Believers)

7 (1-7) : Дорога в никуда (A Place Called Nowhere)

8 (1-8) : Разыскивается (Wanted)

9 (1-9) : Галилей и цыгане (Galileo & the Gypsies)

10 (1-10) : В темноте (In the Dark)

11 (1-11) : Ярмарка Брэда (The Brad Exchange)

12 (1-12) : Добро пожаловать в Башню (Welcome to the Tower)

13 (1-13) : Некто по имени Брэд (The One Called Brad)

### 2 сезон (1994)
14 (2-1) : Край земли (Lands End)

15 (2-2) : К маяку (To the Lighthouse)

16 (2-3) : Почти как дома (Some place like home)

17 (2-4) : Шёпот, похожий на гром (Whispers Like Thunder)

18 (2-5) : В зале темноты (The Hall of Darkness)

19 (2-6) : Предсказание (The Prophecy)

20 (2-7) : Самое грандиозное зрелище на свете (The Greatest Show on Earth)

21 (2-8) : Где же он? (But Where Is He?)

22 (2-9) : Большая фотография (The Big Picture)

23 (2-10) : Тик-Так (Tick Tock)

24 (2-11) : Беги пока жив (Run for Your Life)

25 (2-12) : Кому же ты веришь? (Who Do You Believe?)

26 (2-13) : Тебе решать (You Decide)

### 3 сезон (1994)
27 (3-1) : Выхода нет (No Way Out) 

28 (3-2) : Стрела в сердце (Dart to the Heart)

29 (3-3) : Горизонты познания (Learning Curve)

30 (3-4) : Ночная жизнь (Night Life)

31 (3-5) : Плачущее правосудие (Cry Justice)

32 (3-6) : Вождь на один день (King for a Day)

33 (3-7) : Котёл (The Cauldron)

34 (3-8) : Среди камней (Styx and Stones)

35 (3-9) : Перетягивание каната (Tug of War)

36 (3-10) : Запутавшийся в паутине (Tangled Web)

37 (3-11) : Дозволены все приёмы (No Holds Barred)

38 (3-12) : Чума (The Plague)

39 (3-13) : Бомба времени (Time Bomb)